# Список заслуженных мастеров спорта СССР (воднолыжный спорт)
Список заслуженных мастеров спорта СССР по водным лыжам.

## 1980
- Румянцева, Наталья Леонидовна (р. 1963)

## 1981
- Потэс, Инесса Сергеевна (р. 1956)

## 1991
- Басинская (Амельянчик), Марина (р. 4.8.1962)[1]
- Мейер (Громыко), Юлия [2]
- Павлова, Ольга